# Lijst van personages uit Tom Poes
Hieronder volgt een lijst van de belangrijkste personages uit de verhalen van Tom Poes en Heer Bommel.
Hoewel de meeste personages de gestalte van een dier hebben (wat ook vaak blijkt uit de naam, zoals Tom Poes, Kapitein Wal Rus, professor Sickbock) worden ze zelden als zodanig aangeduid. De schrijver heeft bijvoorbeeld Wammes Waggel aangeduid als 'de ondernemer', 'de piloot', 'de zanger', 'de worstjesverkoper', afhankelijk van de rol die hij vervult, maar nimmer als 'de gans'.
| Personage                                                 | Gestalte  | Omschrijving | Kenmerkende uitspraken |
| --------------------------------------------------------- | --------- | --- | --- |
| Olivier B. Bommel Heer Bommel Heer Ollie Heer Olivier     | Beer      | Heer van stand (hoofdpersonage) | 'U ziet die eeuwenoude schouw? Die heb ik zelf zo laten metselen.' 'Denk toch niet altijd aan jezelf, jonge vriend!' 'Geld speelt geen rol!' 'En daar houd ik mij aan.' 'Met mijn teer gestel' 'Zeg nu zelf!' 'Als je begrijpt wat ik bedoel.' 'Verzin een list!' 'Een eenvoudige doch voedzame maaltijd.' 'Het is maar goed dat mijn (goede) vader dit niet heeft hoeven meemaken.' |
| Tom Poes                                                  | Kat       | Vriend en eeuwige redder (hoofdpersonage) | 'Hm' 'Daar komt ellende van.' |
| Joost                                                     | Hond      | Trouwe bediende, gedraagt zich tegen iedereen heel onderdanig                                                                                                   | 'Als ik zo vrij mag zijn' 'Met uw welnemen' 'Als u mij toestaat' 'Als u mij wilt verschonen' 'Als ik mij verstouten mag' 'In dat geval zie ik mij genoodzaakt om u mijn ontslag aan te bieden.' 'Het is allemaal heel betreurenswaardig' 'Ach, het was rustig zonder hem, maar toch ben ik blij, dat hij er weer is. Nu krijgt het stof afnemen weer een diepere betekenis.' |
| Markies (Querulijn Xaverius) de Canteclaer van Barneveldt | Haan      | Buurman en adellijke ijdeltuit, reder, doorspekt zijn taal met Franse woorden (en Amice), heeft een grote minachting voor het gewone volk en vooral voor Bommel | 'Parbleu', 'Par exemple, 'Affreux', 'Sapristi', 'Tiens', 'Tonnerre', 'Terrible', 'Fi donc', 'Het janhagel', 'Het grauw', 'Het falderappes', 'Deze, eh … Bommel' 'Deze stuitende figuur is niets te dol' 'De aarde wordt steeds platter. Een schijf, bewoond door rapalje en botteriken' 'Waarom bedrijft ge die platte grollen toch niet elders, amice?' 'Friemelpraat en frutsels' 'Eh bien, men kan beter aan zijn eigen kant van de haag blijven. Het struweel beschermt tegen het grauw aan de andere kant.' |
| Wammes Waggel                                             | Gans      | Domme gans, altijd vrolijke levensgenieter, begon als veerman, verkocht ook ijsjes                                                                              | 'Hallo luitjes', 'Hihi, wat enigjes' 'Slapen is veel leukerder, want dan verveel je je niet.' |
| Commissaris Bulle Bas                                     | Hond      | Commissaris van politie, vrijwel vanaf het prille begin. | 'Je bent er gloeiend bij, Bommel! Áltijd dezelfde! Ik ga je bekeuren! Ik ga je opschrijven! Hoe is je naam?!' "Je zult een zware pijp roken, Bommel! 'Wat je te zeggen hebt, zullen we netjes opschrijven, zodat we het later tegen je kunnen gebruiken.' 'Donders, wat nu te beginnen?' |
| Bul Super                                                 | Buldog    | Door de belasting aan lager wal geraakte zakenman Gewetenloze boef                                                                                              | 'Dit is een superzaak, Hiep!' 'Zaken zijn zaken!' 'Recht is iets kroms dat verbogen is' 'Recht is wat de pot schaft' |
| Hiep (Hypolitus) Hieper                                   | Hond      | Compagnon van Bul Super, aanvankelijk zijn baas, later knecht                                                                                                   | 'Da's knap baas! Jij kan toch ook maar van alles!' 'Geef hem d'r van langs baas!' |
| Burgemeester Dirk Dickerdack                              | Nijlpaard | Burgemeester van Rommeldam, opportunistisch edoch kundig bestuurder                                                                                             | 'Doe iets, Bas!' 'Ik heb Bommel op bezoek gehad en nu moet ik op mijn bloeddruk letten!' 'Poets mijn ambtsketen op en leg ook wat maagpillen klaar, want er kon weleens een etentje aan vastzitten.' |
| Professor Zbygniew Prlwytzkofsky                          | Mens      | Chaotische wetenschapper met Duits/Poolse woordverhaspelingen                                                                                                   | 'Der goede dag' 'Praw' 'Hemeldonderweder, dit is een luisboebenstreek!' 'Das ist ja gans onwetenschappelijk' 'Gene beheersing des moedersprakes!' 'Als een worstenhans heb ik der wetenschap misgehandeld. Alles is hier ja versjlonsjt!' 'In der wetenschap geeft het niets rares!' 'De behoorde' 'Donderweder, nog één maal!' 'Jandorfplofsk!' 'Der wáánzin!' |
| Doctorandus Alexander Pieps                               | Muis      | Assistent van professor Prlwytzkofsky | 'Had ik maar … gestudeerd.' |
| Dorknoper                                                 | Hamster   | Onkreukbare en immer correcte ambtenaar der eerste klasse | 'Een ambtenaar heeft ook gevoel, al wordt dat dikwijls over het hoofd gezien' 'De overheid is niet onwelwillend' 'Dat kost drie florijnen aan leges, vijf wanneer u de gezondheidstoestand en de gebreken van de gezochte eveneens wilt weten' 'Wij ambtenaren zijn de kwaadste niet.' |
| Terpen Tijn                                               | Mens      | Onaangepaste en opvliegende schilder die weinig begrip toont voor andermans schilderijen en opvattingen                                                         | 'Eh … dinges' 'Vat je, makker?' 'Vibratie' 'Aan m'n zolen, makker' 'Grofstoffelijk vleeslichaam' 'Het linnen wacht en de verf trilt' 'Jouw bol vleeslichaam verstoort mijn trillingen!!' 'Een portie gesuikerde augurken... en laat ze knappend zijn, of ik wordt eh... dinges!!' |
| Kapitein Wal Rus                                          | Walrus    | Kapitein op de wilde vaart, niet erg fijnbesnaard, maar geen kwaaie kerel                                                                                       | 'Overgehaalde landrotten!' 'Overgehaalde haringaal/landkakelobbes!(e.d)' 'Eerlijke zeelui/ik ben een eerlijk zeeman' Heeft "moeite" met namen onthouden: Noemt Bommel Bobbel, Boffels, Bommers, Blobbers, Blommers, Boffers, Bobbels, Hobbels, Bubbels, Blubber, Broddel, maar bijna nooit 'Bommel'. Verhaspelt ook andere namen; Prlwytskofski wordt Prullebofski, de Maharadja wordt de Hadjememare enz. |
| Professor Dr. Joachim Sickbock                            | Bok       | Wetenschapper met duistere motieven | 'Ei, ei' 'En dat zouden we toch niet willen, niet waar' 'Wat een taal voor zo'n aardigst manneke' 'Men zal nog van mij horen!…' |
| Garmt Grootgrut                                           | Schaap    | Kruidenier, heeft als specialiteit zijn grutsprits, overtuigd middenstander                                                                                     | 'We hebben het zelf al moeilijk genoeg.' 'Wie is er weer de dupe? De kleine middenstander!' 'Een keurige klant; altijd goed van betalen, en nu dit!' |
| Juffrouw Anne Marie Doddel                                | Kat       | Heimelijke liefde van Bommel lief en zorgzaam | 'Dolletjes!' 'Zeg toch Doddeltje, mallerd' 'Wat ben je toch knap, Ollie' 'Het is toch zo geruststellend als jij in de buurt bent Ollie!' |
| Kwetal                                                    | Dwerg     | Dwergachtig wezen, breinbaas lijkt in een andere wereld te leven                                                                                                | 'Er schijnt een fout in mijn denkraam te zijn! Ik heb daar trouwens meer last van, van mijn denkraam bedoel ik.' 'Ik heb maar een klein denkraam' 'Bommel heeft zo'n groot denkraam'. 'Jij doet aan breinpluk, maar dit is de tijd van het ipsen en daarom verpop ik mijn denksels!' 'Alles gaat naar de verturving' 'Het plonken van de ikkerik met een hefschaveeltje.' |
| Pastuiven Verkwil                                         | Rat       | Fabrikant van knopen Driftig en idealistisch figuur | 'Jij durft nogal omdat ik klein ben!' 'Weg met die dikdoeners!' 'Platmaken die lui!' |
| Pee Pastinakel                                            | Dwerg     | Tuinier van het bos, vriend van Kwetal | 'De natuur gaat ipsen en ik ook. Dat is natuurlijk. Maar eerst moet ik de mir bergen.' |
| Magister Hocus P. Pas                                     | Mens      | Boosaardige tovenaar | 'Bij Zazel en Iod!' 'Ik ben een arme/eenzame, oude man' 'Schaduw/snekken, rook en zwavel op uw pad' 'Het zal U slecht vergaan!' |
| Drs. Okke Zielknijper                                     | Lama      | Psy-kundige | 'Ik maak dat zo dikwijls mee in mijn praktijk' 'Met geschoolde liefde kan men soms verrassende resultaten bereiken, dat leert de praktijk!' 'Infantiele reflexen en vaderbindingen' |
| Brigadier Snuf                                            | Hond      | Brigadier van politie, rechterhand van Bulle Bas, vanaf bijna het prille begin                                                                                  | 'Heb je een permissie?' 'Schrijf je pollutie met één s?' |
| AWS (Amos W. Steinhacker)                                 | Kikker    | Bovenbaas en oliekoning | 'En noem me geen meneer, ik ben geen minvermogende(, nog niet!)' 'Een ragfijn spel van OBB!' |
| Dhr. Steenbreek                                           | Hond      | Secretaris van AWS | 'Zoals u wenst meneer.' |
| Argus                                                     | Rat       | Journalist van de Rommelbode, de Rommeldammer en de Rommeldamse Courant                                                                                         | 'Daar zit een mooi stukje in.' 'Zegt u maar wat u voor de mond komt, ik houd u wel bij.' 'Niet zo vlug. U gebruikt moeilijke woorden, en daar houden de lezers niet zo van' 'U kent dat' |
| O. Fanth Mzn                                              | Olifant   | Uitgever en hoofdredacteur van de Rommelbode voorzitter van De Kleine Club                                                                                      | 'Je vliegt er uit!' (tegen Argus) 'Trompetten en gebral geven diepe val!' |
| Zwarte Zwadderneel                                        | Mens      | Zwartgallig persoon met zendingsdrang | 'Om gelukkig te worden moet men eerst de wegen der smart bewandelen' 'Hoedt u voor de winderige die in ledigheid over de wegen gaat' 'Schertsen en tabakskruid smoren! IJdelheid en lage lust. Doof dat rookgerei, broeder; de zonde heeft u in haar greep.' |
| Cornelis Zwadder                                          | Mens      | Zwartgallig persoon met zendingsdrang | 'Om gelukkig te worden moet men eerst de wegen der smart bewandelen' 'Hoedt u voor de winderige die in ledigheid over de wegen gaat' 'Schertsen en tabakskruid smoren! IJdelheid en lage lust. Doof dat rookgerei, broeder; de zonde heeft u in haar greep.' |
| Zwadke Kornelisz                                          | Mens      | Zwartgallig persoon met zendingsdrang | 'Om gelukkig te worden moet men eerst de wegen der smart bewandelen' 'Hoedt u voor de winderige die in ledigheid over de wegen gaat' 'Schertsen en tabakskruid smoren! IJdelheid en lage lust. Doof dat rookgerei, broeder; de zonde heeft u in haar greep.' |
| Zedekia Zwederkoorn                                       | Muis      | Louche advocaat | |
| Joris Goedbloed                                           | Vos       | Charlatan Geleend personage uit de strip Panda en ook dat gaf problemen                                                                                         | 'En nu: Lectori salutem, zoals wij latinisten zeggen.' |
| Lut Lierelij                                              | Dwerg     | Minstreel bij het Kleine Volkje | 'Lude singt tutu -' |
| Simon O. Slagslager                                       | Vos       | Directeur van het Slaagsysteem, een methode om succesvol te worden                                                                                              | 'Borst vooruit, buik intrekken, het bekken een weinig kantelen.' |